# Hidenori Hara
Hidenori Hara (原秀则, nascut el 14 de juny, 1961 a Akashi, Hyogo, Japó) és un mangaka japonès. Hidenori guanyà el premi Shogakukan Manga Award l'any 1988 en la categoria Shonen pel seu treball Just Meet i Fuyuan Monogatari.

## Obres
- Aozora (青空, Aozora)
- Train Man (電車男, Densha Otoko?)
- Free Kick!
- Fuyu Monogatari (冬物語, Fuyu Monogatari)
- G -Gokudo Girl- (ジー, G -Gokudo Girl-)
- Itsudemo Yumewo (いつでも夢を, Itsudemo Yumewo)
- Just Meet (ジャストミート, Just Meet)
- Regatta (レガッタ　君といた永遠, Regatta Kimi to Ita Eien)
- Someday (サムデイ, Someday)
- Uchi ni Oideyo (部屋においでよ, Uchi ni Oideyo)
- When You Wish Upon a Star (ほしのふるまち, Hoshi no Furu Machi)
- Yattarou Jan!! (やったろうじゃん！！, Yattarou Jan!!)